# N20 (Niger)
Die N20 oder RN20 ist eine hochrangige Straße vom Typ Nationalstraße (französisch route nationale) in der Region Maradi in Niger.

## Verlauf und Charakteristik
Die N20 ist insgesamt 67,2 Kilometer lang. Sie beginnt im Departementshauptort Gazaoua als Abzweigung von der N1. Nachdem sie die Trockentäler Goulbi El Fadama und Goulbi May Farou gequert hat, erreicht sie das Dorf Maïfarou, wo rechts die Landstraße RR4-005 nach Gollom abzweigt. Die N20 verläuft weiter durch den Gemeindehauptort Koona und das Dorf Gabaouri. Es folgt die linksseitige Abzweigung der N46 nach Matamèye. Danach führt die N20 durch den Gemeindehauptort Hawandawaki und das Dorf Dodori und quert über eine Brücke erneut das Trockental Goulbi May Farou. Nach dem Dorf Bossossoua endet sie schließlich an der Staatsgrenze zu Nigeria.
Es handelt sich bei der N20 durchgängig um eine moderne Erdstraße.

## Geschichte
Eine Sanierung des Straßenabschnitts zwischen Gazaoua und Gabaouri wurde im April 2017 abgeschlossen.